# Санџак ТВ
Санџак ТВ или Санџачка телевизија је српски комерцијални телевизијски канал са регионалним покривањем посвећен локалним вестима са територије Санџака/Рашке. Седиште компаније налази се у Новом Пазару, улица Димитрија Туцовића бб.

## Историја
Санџак ТВ је основана као Екран ТВ 29. децембра 1998. године као прва телевизија у Новом Пазару.
Након 16. јуна 2008. године, телевизија мења име у Универза, а нови власник је Интернационални универзитет у Новом Пазару. Основна идеја универзитетске телевизије била је да буде бастион за обуку новинара који студирају на Одсеку за новинарство ИУНП-а.
Од 11. маја 2011. године телевизијски канал мења назив у данашња Санџачка телевизија. Заједно са телевизијским каналом, локална новинска агенција Санапресс (Санџачка новинска агенција), Рефреф радио и новине Глас ислама и Ревија Санџак су део локалног Медиа центра у Новом Пазару.

## Тренутна шема програма
- Тема дана - дневни информативни програм
- Претрес - недељни политички ток-шоу посвећен догађајима у Санџаку, Србији, Босни и Херцеговини и Црној Гори.
- Хајрат - ТВ емисија посвећена локалним добротворним акцијама и хуманитарном раду
- Дјечије радости - програм за децу
- Наши малишани - програм за децу
- Времеплов – преглед важних историјских догађаја
- Магазин - ток шоу
- Из Свијета спорта - недељни спортски магазин
- Књига је мој најбољи пријатељ - ТВ емисија посвећена књижевности и уметности